# Helium-3
Helium-3 (3He) ist neben Helium-4 eines der beiden stabilen Isotope des Heliums. Sein Atomkern enthält zwei Protonen und ein Neutron.
Hauptanwendungsgebiet von Helium-3 ist die Tieftemperaturforschung: In Mischungskryostaten werden durch Nutzung von Helium-3 und Helium-4 Temperaturen von nur wenigen tausendstel Kelvin über dem absoluten Nullpunkt erreicht. Helium-3 spielt auch in Neutronendetektoren eine Rolle (siehe Zählrohr).
Helium-3 ist auf der Erde sehr selten. Die Erdatmosphäre besteht überhaupt nur zu 5,2 ppm aus Helium. Von diesem Helium ist wiederum nur ein kleiner Anteil (0,000138 % bzw. 1,38 ppm) 3He. Das entspricht insgesamt einem Anteil an der gesamten Atmosphäre von 7,2 · 10−12 oder 3000 bis 4000 t. In natürlichen Heliumquellen kann das Verhältnis von 3He/4He etwas höher oder niedriger als in der Erdatmosphäre sein. Ursache hierfür ist, dass das bei der Erdentstehung eingetragene kosmische Helium ursprünglich 0,01 % (100 ppm) Helium-3 enthielt, später aber ausgaste und durch beim radioaktiven Alphazerfall entstandenes Helium-4 mehr oder weniger verdünnt wurde.
Die Hauptquelle für Helium-3 auf der Erde ist derzeit der Zerfall von Tritium. Tritium lässt sich in Kernreaktoren künstlich herstellen – in Schwerwasserreaktoren sammelt es sich in geringen Mengen im Moderator an. Helium-3 sammelt sich als Zerfallsprodukt in tritiumhaltigen, geboosteten Kernwaffen und muss aus diesen regelmäßig entfernt werden.

## Geschichte und Entdeckung
Das Helion, der Atomkern des Helium-3-Atoms, besteht aus zwei Protonen und, im Unterschied zum gewöhnlichen Helium mit zwei Neutronen, aus nur einem Neutron. Helium-3 und Tritium wurden 1934 von dem australischen Kernphysiker Mark Oliphant an der University of Cambridge im Cavendish Laboratory erstmals beobachtet, als er Deuterium mit beschleunigten Deuteronen bestrahlte. Dabei laufen Kernfusionsreaktionen ab, in denen Helium-3 und Tritium entstehen.
Später vertiefte Luis Walter Alvarez 1939 durch Experimente am Zyklotron im Lawrence Berkeley National Laboratory das Verständnis beider Stoffe.
Von Helium-3 wurde aufgrund theoretischer Überlegungen erwartet, dass es ein Radionuklid sein müsse, bis Alvarez Spuren davon in Proben von natürlichem Helium nachweisen konnte. Da diese Proben geologischen Ursprungs und Jahrmillionen alt waren, musste es Tritium sein, welches sich mit der Halbwertszeit von einigen Jahren in Helium-3 umwandelt, und nicht umgekehrt, wie ursprünglich vermutet. Alvarez konnte auch die Halbwertszeit von Tritium bestimmen. Protium und Helium-3 sind die einzigen stabilen Nuklide, die mehr Protonen als Neutronen enthalten.

## Vorkommen
Helium-3 ist ein ursprüngliches Nuklid, das über Millionen von Jahren von der Erdkruste in die Atmosphäre und von dort wiederum in den Weltraum flüchtet. Es wird vermutet, dass Helium-3 ein natürliches kosmogenes Nuklid ist, da es entstehen kann, wenn Lithium mit Neutronen bombardiert wird. Letztere werden bei spontaner Spaltung und bei Kernreaktionen mit kosmischer Strahlung freigesetzt. Auch in der Erdatmosphäre bildet sich laufend Tritium durch Reaktionen zwischen Stickstoff und der kosmischen Strahlung, welches im Laufe der Zeit zu Helium-3 zerfällt. Die absoluten Mengen sind allerdings gering; die gesamte Menge an natürlichem Tritium in der Biosphäre wird auf 3,5 kg geschätzt.
Im Erdmantel hat Helium-3 einen höheren Anteil am Helium (typisches Verhältnis Helium-3 zu Helium-4 von 1:104) als in der Erdkruste und Atmosphäre (typisches Verhältnis 1:106). Grund ist, dass die Erdkruste Richtung Atmosphäre ausgast und aus radioaktivem Zerfall nachgebildetes Helium immer Helium-4 ist. In Gebieten mit hoher vulkanischer Aktivität, in denen Mantelplumes aus dem Erdmantel aufsteigen, findet sich daher oft eine höhere Helium-3-Konzentration.

### Häufigkeit im Sonnensystem
Eine gegenüber terrestrischen Quellen etwa tausendfach höhere, damit aber immer noch sehr geringe Konzentration von Helium-3 wird auf dem Mond vermutet, wo es über Milliarden von Jahren vom Sonnenwind in der oberen Schicht des Regolith abgelagert und dann mangels vulkanischer und biogener Aktivität weder freigesetzt noch verdünnt wurde.
Auf den Gasplaneten findet sich Helium-3 im ursprünglichen kosmischen, entsprechend höheren Verhältnis zu Helium-4. Man nimmt an, dass dieses Verhältnis ähnlich dem im solaren Nebel ist, aus dem sich später Sonne und Planeten bildeten. Im Vergleich zur Erde ist der Helium-Anteil bei den Gasplaneten sehr hoch, da deren Atmosphäre – anders als die Atmosphäre der Erde – dieses Gas dauerhaft binden kann. Das Massenspektrometer der Galileo-Raumsonde ermöglichte die Messung des Verhältnisses von Helium-3 zu Helium-4 in der Jupiter-Atmosphäre. Das Verhältnis beträgt etwa 1:104, also 100 ppm. Es liegt damit ungefähr im Bereich des Verhältnisses im Regolith des Mondes. Indessen ist das Verhältnis in der Erdkruste um den Faktor 102 niedriger (d. h. eben zwischen 2 und 20 ppm), was hauptsächlich auf Ausgasung des ursprünglichen Heliums bei gleichzeitigem Eintrag von neuem Helium-4 durch Alphazerfall von Uran, Thorium und deren Tochternuklide zurückzuführen ist.

## Künstliche Erzeugung, kommerzielle Gewinnung
Ein Teil des Helium-3 und Tritiums in der Erdatmosphäre ist künstlichen Ursprungs. Insbesondere entsteht Tritium als Nebenprodukt bei der Kernspaltung: Manchmal wird bei der Kernspaltung neben den beiden mittelschweren Spaltprodukten ein dritter, leichter Kern emittiert; in 7 % dieser ternären Zerfälle bzw. in 0,1 % der Zerfälle insgesamt ist Tritium eines der Spaltprodukte. Zudem aktivieren Spaltneutronen einen Teil des im Kühlwasser immer mit enthaltenen Deuteriums zu Tritium. Wird gar schweres Wasser (Deuteriumoxid) als Kühlmittel verwendet, was den Betrieb des Reaktors mit nicht angereichertem Natururan ermöglicht (z. B. CANDU-Reaktor), entsteht zusätzlich zu Tritium als Spaltprodukt auch etwa 1 kg Tritium im Kühlwasser pro 5 Gigawattjahren an produzierter thermischer Leistung. Zum Teil wird dieses Tritium in einer kommerziellen Anlage aus dem Kühlwasser entfernt, um es zu vermarkten (etwa 2,5 kg pro Jahr), zum Beispiel für die Verwendung in Leuchtfarben.
Tritium zerfällt mit 12,3 Jahren Halbwertszeit zu Helium-3. Wenn verbrauchte Brennelemente nach einer Abklingzeit von ein bis zwei Jahrzehnten in einer Wiederaufbereitungsanlage zerlegt werden, ist ein Großteil des Tritium bereits zu Helium-3 zerfallen. Dieses wird als ungefährliches Gas an die Umwelt abgegeben. Aber auch das Tritium kann in einer WAA nicht vollständig zurückgehalten werden. Zusätzlich kommt es zur Tritium-Freisetzung bei Unfällen mit Kernreaktoren und Kernwaffentests. Das so in die Biosphäre gelangte Tritium zerfällt dort ebenfalls weiter zu Helium-3.
Für Kernwaffen werden beträchtliche Mengen reinen Tritiums bewusst in nationalen Kernreaktoren durch die Bestrahlung von Lithium-6 erzeugt. Das Tritium wird zusammen mit Deuterium als Fusionsbooster verwendet, um das Zündverhalten von Nuklearwaffen zu verbessern und deren Energiefreisetzung zu steigern. Da das Tritium zu Helium-3 zerfällt, muss es regelmäßig ersetzt werden. Zugleich wird das gebildete Helium-3 entnommen. Aber auch im zentralen Tritium-Vorrat des US-Energieministeriums bildet sich entsprechend Helium-3. Das so gewonnene Helium-3 kommt in den Handel, vor allem über Linde Gas. Das Unternehmen betreibt eine Anlage, um auch die letzten Reste von Tritium aus dem Helium-Gas herauszufiltern.
Bedingt durch die rückläufige Zahl an aktiven Nuklearwaffen, durch die Reduktion und teilweise komplette Aussetzung der Tritium-Produktion durch das US-Energieministerium und zugleich durch die steigende Zahl an Anwendungen gibt es inzwischen eine Knappheit an Helium-3. Der aktuelle Jahresverbrauch von Helium-3 liegt bei ungefähr 60.000 Litern Gas (ca. 8 kg). Der Preis ist von 100 US-Dollar auf 2150 US-Dollar pro Liter Helium-3-Gas gestiegen (Stand: 2010). Mögliche Optionen für die Zukunft sind neben dem Aufbau einer Tritium-Produktion für zivile Zwecke oder der verstärkten Tritium-Extraktion aus dem Kühlwasser bestehender Reaktoren auch die Helium-3-Abdestillation aus bereits ohnehin für Kühlzwecke verflüssigtem frischem Helium. Letzteres muss zwar immer noch mit erheblichem Aufwand von der bereits erreichten Temperatur 4 K weiter auf etwa 1 K gekühlt werden, doch kann im Gegenstromverfahren nach dem Abdestillieren das ablaufende Helium-4 das nachlaufende frische Helium vorkühlen. Sehr teuer wäre es, gezielt nur Helium-3 aus Erdgas zu extrahieren, wenn das Helium-4 nicht genutzt wird. Über einen Helium-3-Abbau auf dem Mond ist nachgedacht worden.

## Physikalische Eigenschaften

### Siedepunkt und Kritischer Punkt
Aufgrund des im Verhältnis großen Massenunterschieds von fast 25 % zeigen Helium-3 und Helium-4 deutlichere Unterschiede in ihren Eigenschaften als die Isotope schwerer Elemente. So liegt der Siedepunkt von Helium-4 bei 4,23 K, der von Helium-3 bei nur noch 3,19 K, entsprechend einem Temperaturverhältnis von 4:3, das fast genau dem Kernmassenverhältnis von 4:3 entspricht. Da die Temperatur linear zur Gesamtenergie des jeweiligen Atoms ist, sind am jeweiligen Siedepunkt von Helium-3 und Helium-4 die Energien pro Nukleon fast gleich. Zum Vergleich: Wasserstoff siedet bei 21,15 K, das doppelt so schwere Deuterium hat dennoch nur einen gut 11 % höheren Siedepunkt von 23,57 K. Die Kritische Temperatur, jenseits derer nicht mehr zwischen Flüssigkeit und Gas unterschieden werden kann, liegt für Helium-3 bei 3,35 K, für Helium-4 bei 5,3 K.
Der erhebliche Unterschied in der Siedetemperatur kann verwendet werden, um Helium-3 aus einem Helium-3/Helium-4-Gemisch abzudestillieren: Bei 1,25 K beträgt der Dampfdruck von Helium-3 beispielsweise noch 3,17 kPa, der von Helium-4 nur noch 0,115 kPa. Bei Temperaturen unter 0,86 K fangen Helium-3 und Helium-4 sogar an, sich spontan zu entmischen. Um auf diesem Weg Helium-3-Konzentrationen kleiner 10 % bzw. größer 90 % zu erreichen, werden aber sehr tiefe Temperaturen unter 0,3 K benötigt.

### Nullpunktsenergie
Weiterhin gehört Helium-4 mit seiner hohen Symmetrie (zwei Protonen, zwei Neutronen, zwei Elektronen) und Gesamtspin 0 zu den Bosonen. Helium-3 hingegen besitzt Spin ½  und ist damit ein Fermion. Aufgrund seiner fermionischen Eigenschaften hat Helium-3 eine wesentlich höhere Nullpunktsenergie als Helium-4: Gemäß dem Pauli-Prinzip müssen sich alle Helium-3-Atome in unterschiedlichen Zuständen befinden, während sich – bei ausreichend tiefen Temperaturen – beliebig viele Helium-4-Atome gleichzeitig im Grundzustand befinden können. Hinzu kommt, dass die Nullpunktsenergie des Grundzustands aufgrund der geringeren Masse höher liegt. In der Folge schwingen Helium-3-Atome stärker, so dass sie im flüssigen Zustand weniger dicht gepackt sind als bei Helium-4: Flüssiges Helium-3 hat am Siedepunkt (3,19 K bei 1 bar Druck) eine Dichte von 59 g/l, flüssiges Helium-4 trotz der höheren Temperatur (4,23 K) mehr als das Doppelte mit 125 g/l. Die zur Verdampfung nötige Enthalpie beträgt mit 0,026 kJ/mol weniger als ein Drittel der von Helium-4 mit 0,083 kJ/mol.

### Suprafluidität
Während Helium-4 schon bei 2,17 K suprafluid wird, tritt dies bei Helium-3 erst bei 2,491 mK auf. Die gängigen Theorien der Suprafluidität von Helium-3 besagen, dass sich dort je zwei Helium-3-Atome zu einem Cooper-Paar zusammenfinden und dadurch ein Boson bilden. Einen ähnlichen Effekt gibt es auch bei elektrischen Supraleitern, wo sich gemäß der BCS-Theorie je zwei fermionische Elektronen zu einem Cooper-Paar zusammenfinden. Bei Helium-4 ist dieser Zwischenschritt nicht nötig, es wird direkt suprafluid.
Aufgrund der sehr tiefen Temperaturen, bei denen Suprafluidität bei Helium-3 auftritt, wurde diese erst vergleichsweise spät entdeckt. In den 1970er Jahren beobachteten David Morris Lee, Douglas Dean Osheroff und Robert Coleman Richardson sogar zwei Phasenübergänge entlang der Schmelzkurve, welche bald als zwei suprafluide Phasen des Helium-3 gedeutet wurden. Der Übergang zu einem Suprafluid tritt bei 2,491 mK auf der Schmelzkurve auf. Für diese Entdeckung wurden sie 1996 mit dem Nobelpreis für Physik ausgezeichnet.
2003 gewann Anthony James Leggett ebenfalls den Physik-Nobelpreis für das bessere Verständnis der suprafluiden Phasen von Helium-3. In einem Magnetfeld-freien Raum gibt es zwei unabhängige suprafluide Phasen von Helium-3, nämlich die A-Phase und die B-Phase. Die B-Phase ist die Niedertemperatur- und Niederdruck-Phase, welche eine isotrope Energielücke hat. Die A-Phase ist die Hochdruck- und Hochtemperatur-Phase, welche sich überdies von einem magnetischen Feld stabilisieren lässt und zwei Knotenpunkte in ihrer Energielücke hat.
Die Anwesenheit von zwei Phasen ist ein klares Anzeichen dafür, dass 3He eine ungewöhnliche Supraflüssigkeit (bzw. Supraleiter) ist, da für die beiden Phasen eine weitere Symmetrie, außer der Eichsymmetrie, benötigt wird, die spontan gebrochen wird. In der Tat ist es eine p-Wellen-Supraflüssigkeit, mit Spin eins ({\displaystyle S=1}) und Drehimpuls eins ({\displaystyle L=1}). Der Grundzustand entspricht dann einem vektoriell addierten Gesamtdrehimpuls {\displaystyle {\vec {J}}={\vec {L}}+{\vec {S}}=0}. Angeregte Zustände haben einen Gesamtdrehimpuls {\displaystyle J>0}, was angeregten kollektiven Paarmoden entspricht. Wegen der extremen Reinheit der Supraflüssigkeit 3He konnten diese kollektiven Moden dort mit höherer Genauigkeit untersucht werden als in jedem anderen ungewöhnlichen Paarbildungssystem. Die große Reinheit wird erreicht, da alle Materialien außer 4He bei den tiefen Temperaturen längst gefroren und zum Boden gesunken sind und jegliches 4He sich entmischt und in einer getrennten Phase vorliegt. Letztere enthält zwar noch 6,5 % an 3He, die sich auch am absoluten Nullpunkt nicht entmischen würden, die aber hier nicht stören, da das in 4He gelöste Rest-3He nicht suprafluid wird.

### Polarisation
Aufgrund des Spins ½  trägt das 3He-Atom ein magnetisches Moment. Im Magnetfeld stellen sich mehr dieser Momente parallel zum Magnetfeld als antiparallel dazu, dieser Effekt wird Spinpolarisation genannt. 3He-Gas wird unter dem Einfluss eines äußeren Magnetfelds also selber leicht magnetisch. Bei Raumtemperatur ist aber der zahlenmäßige Unterschied zwischen den parallel und antiparallel ausgerichteten Magneten klein, da die durchschnittliche Energie pro Atom bei dieser Temperatur viel höher liegt als die Energieaufspaltung im Magnetfeld, dem hohen gyromagnetischen Verhältnis des Heliums zum Trotz. Mit der Technik der Hyperpolarisation gelingt es aber, Polarisationsgrade von bis zu 70 % zu erreichen. Aufgrund der geringen Wechselwirkung der Kernspins mit der Umgebung lässt sich einmal erzeugtes hyperpolarisiertes Helium-3 für bis zu 100 Stunden in Drucktanks aufbewahren.

## Verwendung

### Kryotechnik
Das wichtigste Anwendungsgebiet von Helium-3 ist die Kryotechnik. Eine Helium-3-Absorptionskältemaschine arbeitet mit reinem 3He und erreicht damit Temperaturen bis hinab zu 0,2 bis 0,3 K. Die 3He-4He-Mischungskühlung nutzt die spontane Entmischung von 3He und 4He zur Kühlung bis hinab zu wenigen tausendstel Kelvin: In der schwereren 4He-reichen Phase löst sich jedoch noch etwas 3He. Wenn man 3He aus der gemischten Phase abdestilliert, verringert sich der 3He-Anteil in der 4He-Phase, und 3He strömt aus der reinen 3He-Phase in die 4He-reiche Phase nach. Beim Lösen des 3He in der 4He-Phase wird Wärmeenergie verbraucht, und die Temperaturen sinken.
Neben der Nutzung als Kältemittel ist 3He selbst intensiver Forschungsgegenstand der Tieftemperaturphysik.

### Neutronendetektion
Helium-3 wird zur Neutronendetektion in Zählrohren verwendet, denn es hat für thermische Neutronen einen großen Wirkungsquerschnitt für die Kernreaktion
n + 3He → 3H + 1H + 0,764 MeV,
die die geladenen Rückstoßkerne Tritium (T, 3H) und Protium (p, 1H) erzeugt.

### Polarisator für Neutronen
Da die Absorption von Neutronen durch Helium-3 stark spin-abhängig ist, kann das zuvor erwähnte hyperpolarisierte Helium-3 verwendet werden, um spinpolarisierte thermische Neutronenstrahlung zu erzeugen. Die Neutronen mit dem für die Absorption passenden Spin werden dabei vom Helium-3 abgefangen, die mit dem unpassenden Spin hingegen nicht.

### Medizin
Hyperpolarisiertes Helium-3 eignet sich sehr gut für MRT-Untersuchungen. Damit lässt sich beispielsweise das Ein- und Ausströmen von Gas in die Lunge beobachten. Normalerweise ist das – im Vergleich zum Körpergewebe tausendfach dünnere – Gas in MRT-Aufnahmen nicht zu sehen, aber durch die Hyperpolarisation wird das Signal entsprechend verstärkt. Dadurch können die Luftwege im MRT dargestellt, nicht ventilierte Teile der Lunge gefunden oder der Sauerstoff-Partialdruck gemessen werden. Diese Methode kann für Diagnose und Behandlungssteuerung bei chronischen Krankheiten wie chronisch obstruktive Lungenerkrankung (COPD) genutzt werden.

### Theoretischer Einsatz in Fusionsreaktoren
Es wurde vorgeschlagen, 3He als Treibstoff in einer hypothetischen zweiten oder dritten Generation von Fusionsreaktoren zu verwenden. Solche Fusionsreaktoren hätten große Vorteile hinsichtlich der Verminderung von Radioaktivität. Ein weiterer möglicher Vorteil wäre, dass die emittierten Protonen, die den Energiegewinn der Helium-3-Fusionsreaktion tragen, durch elektrische und magnetische Felder eingefangen und ihre Energie direkt in Strom gewandelt werden könnte.
Helium-3 bietet energieliefernde Kernreaktionen mit Deuterium oder auch – wenngleich technisch noch schwieriger zu realisieren – mit sich selbst (siehe Deuterium/Helium-3 und Helium-3/Helium-3). Beide Reaktionen sind durch Beschleunigerexperimente gut bekannt. Die Realisierbarkeit als Energiequelle liegt aber mindestens noch sehr viele Jahrzehnte in der Zukunft.
Die Helium-3-Mengen, die benötigt würden, um fossile Treibstoffe zu ersetzen, liegen mehr als vier Größenordnungen über der derzeitigen Weltproduktion. Die bei der 2H-3He-Fusion freigesetzte Gesamtenergie beträgt 18,4 MeV. Das entspricht 493 MWh pro Mol (entspricht 3 g) 3He. Könnte man diese Energie vollständig in elektrischen Strom umwandeln, benötigte man für den derzeitigen Weltenergiebedarf an elektrischem Strom allein 145 t 3He pro Jahr. Dem steht eine Produktion von 8 kg pro Jahr gegenüber.